# Joaquim Bento Pereira
Joaquim Bento Pereira GCTE • ComNSC (Setúbal, 7 de agosto de 1798 — Lisboa, 19 de dezembro de 1875), primeiro e único barão de Rio Zêzere, foi um oficial general do Exército Português que se distinguiu na Guerra Civil Portuguesa e durante uma longa e distinta carreira político-militar no período da Monarquia Constitucional Portuguesa. Apoiante do marechal Saldanha, foi eleito deputado em várias legislaturas, terminando a sua carreira política como par do Reino.

## Biografia
Iniciou a sua carreira militar assentando praça a 27 de junho de 1816 no 1.º Regimento de Infantaria da Divisão de Voluntários Reais. Numa longa carreira militar, foi sucessivamente promovido a alferes, em 1818, a tenente, em 1827, a capitão, em 1832, a major, em 1842, a tenente-coronel, por distinção, em 1847, a coronel, em 1850, a brigadeiro, em 1851, e a general de brigada (por extinção do posto de brigadeiro) em 4 de julho de 1864, terminando a sua carreira no posto de general de divisão, ao qual foi promovido em 1872.
Como cadete foi enviado para Montevideu, onde participou na campanha do Rio da Prata (1818-1824). Regressado a Portugal, aderiu aos princípios da Revolução liberal do Porto, sendo obrigado a exilar-se para Inglaterra após a derrota liberal na Belfastada. Após um período de permanência no depósito de Plymouth, chegou à ilha Terceira a 14 de fevereiro de 1829. Na terceira foi nomeado comandante da 2.ª Divisão do Corpo de Sapadores, cargo que exerceu de 4 de junho a 9 de outubro de 1831. Foi posteriormente integrado no Batalhão de Caçadores n.º 3, no qual comandou a 1.ª companhia no período de e 1 de outubro a 14 de dezembro de 1831. TRansferido para o Regimento de Infantaria n.º 10, onde comandou a 1.ª companhia, integrou o Exército Libertador e participou no Desembarque do Mindelo.
Ao comando de uma companhia, prestrou serviços distintos à causa liberal durante o cerco do Porto e nos eventos subsequente da Guerra Civil Portuguesa., com destaque para a batalha de Asseiceira, em que particularmente se distinguiu. Em consequência foi agraciado com o grau de oficial da Ordem da Torre e Espada (viria a ser mais tarde elevado a grã-cruz).
Ao longo da sua carrreira político-militar, foi um dos mais fiéis companheiros político do duque de Saldanha, tendo participado ativamente nas mnobras golpistas lideradas pelo já Marechal Saldanha no período que antecede a Regeneração. Em consequência, a sua carreira militar ficou marcada por períodos de glória intercalados por períodos em que foi perseguido e sofreu múltiplos processos disciplinares, incluindo períodos de prisão. O seu melhor momento ocorreu em 1851, na sequência da insurreição militar de 1851 (Portugal) e do arranque do movimento da Regeneração, na qual salvou os saldanhistas durante a difícil retirada ocorrido nas margens do rio Zêzere. Essa ação valeu-lhe a mercê do título de barão do Rio Zêzere, concedida pela rainha D. Maria II por decreto de 2 de junho de 1851.
Promovido a oficial general, com o posto de brigadeiro, em 1856 foi nomeado para o comando da Divisão do Algarve, sendo em 6 de junho de 1860) escolhido para comandar a 10.ª Divisão Militar, aquartelada nos Açores. Apesar da nomeação, não tomou posse do cargo pois foi entretanto encarregado de inspeccionar os corpos de Infantaria, integrndo a comissão encarregada de estudar a nova organização da arma de Infantaria do Exército Português, o que lhe permitiu permanecer em Lisboa até ser exonerado do comando açoriano por decreto de 25 de julho de 1860.
Contudo, voltou a ser nomeado comandante da 10.ª Divisão Militar, por decreto de 3 de junho de 1866, tomando posse em Angra do Heroísmo a 11 de julho de 1866, isto apesar das diligências que fez para se esquivar da ida para os Açores, algo que considerava como uma vingança política. Permaneceu naquele comando, sediado em Angra, até ser exonerado por decreto de 12 de novembro de 1868, embora se tivesse ausentado para Lisboa em maio daquele ano, deixando o comando da Divisão entregue interinamente ao comandante da subdivisão da Horta, o coronel José Maria Gomes.
A exoneração do comando da divisão açoriana ocorreu no contexto da reorganização do Exército, operada pelo decreto de 4 de novembro de 1868, que extinguiu a 10.ª Divisão Militar e a substituiu pela 5.ª Divisão Militar. Foi então nomeado inspector de várias unidades da arma de Infantaria, mas voltou a envolver-se na atividade golpista do marechal Saldanha, pelo que em 1869 esteve preso na Fortaleza de São Julião da Barra por ter apoiado mais uma vez Saldanha no seu último golpe político. Serenadas as coisa, foi reabilitado e nomeado comandante da Divisão Militar do Porto, mas não ocupou o lugar, pois entretanto fora escolhido para comandante-geral das Guardas Municipais.
Foi eleito para várias legislaturas da Câmara dos Deputados entre 1842 e 1871, mas teve uma vida parlamentar apagada. Foi nomeado par do Reino em 1874, tomando posse no ano da sua morte.

## Honras
Foi feito barão de Rio Zêzere por Decreto da Rainha D. Maria II de Portugal de 2 de Junho de 1851. Foi agraciado com os graus de comendador da Real Ordem Militar de Nossa Senhora da Conceição de Vila Viçosa, a 11 de Setembro de 1851, e da Ordem de Isabel a Católica, de Espanha. Recebeu também o grau de oficial e depois a grã-cruz da Real Ordem Militar da Torre e Espada, esta última em data desconhecida de 1874, e a grã-cruz da Ordem de Avis. Era detentor de outras condecorações estrangeiras. Possuía a Medalha das campanhas da liberdade, n.º 9. Casou a 12 de Junho de 1851 com Joaquina Lúcia de Brito Veloso Peixoto.